# بلال الخنوس
بلال الخنوس (انگلیسی: Bilal El Khannous؛ زادهٔ ۱۰ مهٔ ۲۰۰۴) بازیکن فوتبال اهل بلژیک است.
از باشگاه‌هایی که در آن بازی کرده‌است می‌توان به اشاره کرد.
وی همچنین در تیم‌های ملی فوتبال زیر ۱۷ سال بلژیک، و زیر ۱۷ سال بلژیک، و زیر ۱۷ سال بلژیک، و زیر ۲۰ سال مراکش بازی کرده‌است.